# 2789 Foshan
A 2789 Foshan (ideiglenes jelöléssel 1956 XA) a Naprendszer kisbolygóövében található aszteroida. A Bíbor-hegyi Obszervatórium fedezte fel 1956. december 6-án.